# SJ Z
SJ Z ist eine Serie schwedischer Rangierlokomotiven.

## Vorgeschichte
In den 1920er Jahren wurden in Schweden für den Verschub von einzelnen Güterwagen, vor allem innerhalb von Industrieanschlüssen, Pferde verwendet.
Lambert Bjurström, der in der Maschinenbauindustrie arbeitete, erkannte, dass kleine motorgetriebene Lokomotiven viel effektiver wären. Basierend auf einem Ford-Motor, der die Treibachse mit Ketten antrieb, konstruierte er einen einfachen Schienentraktor. Bjurström arbeitete mit AB Slipmaterial in Västervik zusammen. Er nutzte bei Bedarf deren freie Werkstattkapazität und begann 1925 mit einer Serienfertigung in seiner Firma Bjurström AB Slipmaterial. Die kleinen Lokomotiven wurden schnell populär. Nach dem Bau von über zweihundert Rangierlokomotiven für Privatbahnen und Industriebetriebe wurde die Fertigung 1947 eingestellt.
Statens Järnvägar bestellte ebenfalls derartige Lokomotiven bei Bjurström. Die ersten Exemplare wurden 1926 geliefert, aber erst 1933 mit einer Nummer sowie mit der Baureihenbezeichnung Zm versehen. Sie waren vom Typ Bjurström 8, hatten einen Fordson-Benzinmotor, ein Viergang-Getriebe, einen Radstand von zwei Metern und einen 80-Liter-Tank. Die Zugkraft der Lokomotiven betrug 200 Tonnen. 1928 kostete ein Fahrzeug 8.500 Kronen ohne Dach. Ab der Nummer 33 ging das Fahrerhaus über die volle Breite der Lokomotive und es wurden Türen eingebaut.
Durch die Übernahme zahlreicher Privatbahnen in den 1930er- und 1940er-Jahren im Rahmen der allgemeinen Eisenbahnverstaatlichung kamen viele dieser Lokomotiven zu Statens Järnvägar (SJ). Die ersten übernommenen Fahrzeuge erhielten ebenfalls die Baureihenbezeichnung Zm. In die gleiche Baureihe wurden Lokomotiven der Firma Berg & Company mekaniska verkstad in Lindesberg sowie von Kalmar Verkstad AB, Kalmar eingereiht.

## Baureihe Z
Als von den SJ in den 1940er Jahren stärkere Rangierlokomotiven beschafft wurden, wurden diese Rangierlokomotiven nach Leistung aufgeteilt. Der Nummernplan wurde im Prinzip 1942 erstellt. Die meisten Bjurström-Lokomotiven erhielten in diesem Nummernplan die Bezeichnungen Z, Z2 oder Z3. Dabei wurden verschiedene Arten von gleich starken Maschinen unter der gleichen Baureihenbezeichnung zusammengefasst, so dass Lokomotiven gleicher Bezeichnung unterschiedlich aussehen können. Im Laufe der Jahre wurde die Baureiheneinteilung mehrmals überarbeitet und verfeinert. Die letzte Korrektur fand 1958 statt, damals wurde beispielsweise aus der SJ Z42 die SJ Z3 (IX).
Neben Normalspurlokomotiven waren von dieser Eingruppierung Schmalspurlokomotiven der Spurweiten 1067 mm und 891 mm betroffen.

In die neue Baureihe Z wurden 1942 zuerst die 55 noch vorhandenen Lokomotiven der Baureihe SJ Zm mit ihren bisherigen laufenden Nummern übernommen. 
Diesen folgten durch die Übernahme weiterer Privatbahnen im Rahmen der allgemeinen Eisenbahnverstaatlichung nochmals Lokomotiven von privaten Eisenbahngesellschaften, die bei Statens Järnvägar in das Nummernschema einsortiert wurden.
Dies waren:

### SWB Zm 51/VH 1
Die SWB Zm 51 der Stockholm–Västerås–Bergslagens Järnvägar wurde 1929 gebaut und 1930 an Västerås Hamnstyrelse als VH 1 geliefert. 1945 wurde sie von SJ übernommen und erhielt die Bezeichnung Z 164.

### ÖSJ Z 1–2 / CHJ Z 1–2
Die ÖSJ Z 1–2 der Östra Skånes Järnvägar wurden 1933 gebaut. 1936 wurde sie an Kristianstad–Hässleholm Järnvägar verkauft und bekamen die Nummern CHJ Z 1–2. 1944 wurden sie von SJ übernommen und erhielten die Bezeichnungen Z 168 und Z 169.

### HNJ Zm 55–56
Die HNJ Zm 55–56 der Halmstad–Nässjö Järnväg wurden 1930 geliefert. 1945 wurden sie von SJ übernommen und erhielten die Bezeichnungen Z 182 und Z 183.

### NOJ Z 1
Die NOJ Z 1 der Nässjö–Oskarshamns Järnväg wurde 1928 geliefert. 1946 wurde sie von SJ übernommen und erhielt die Bezeichnung Z 194.

### SDJ Zm 1 / GDJ Zm 1 / GDJ Zm 71
Die SDJ Zm 1 war seit 1932 bei  Södra Dalarnas Järnväg im Einsatz. 1933 wurde sie an Gävle–Dala Järnvägar weitergegeben und kam als GDJ Zm 1 in Einsatz. 1945 erfolgte eine Umzeichnung in GDJ Zm 71. Sie wurde 1948 von SJ übernommen und erhielt die Bezeichnung Z 236.

### GDJ Zm 4 / GDJ Zm 74 / SJ Z3 239
Die GDJ Zm 4 war 1935 von Kalmar Verkstad gebaut worden und bei Gävle–Dala Järnvägar im Einsatz. Die Lok war nicht mit dem Typ Bjurström 8 identisch, sondern hatte zwei Ford V8-Motoren mit je 62 kW und ein mechanisches Getriebe. Der Achsabstand betrug drei Meter. 1945 erfolgte eine Umzeichnung in GDJ Zm 74. Sie wurde 1948 von SJ übernommen und erhielt die Bezeichnung Z 239. 1956 erfolgte die Einreihung in die Baureihe SJ Z3 (VIII), wobei die Lok die neue Bezeichnung Z3 239 erhielt.

### UWHJ Z 1 / SJ Zm 131 / SJ Z2 131
Die UWHJ Z 1 der Uddevalla–Vänersborg–Herrljunga Järnväg kam 1940 in den Bestand von Statens Järnvägar und erhielt 1942 die Nummer Zm 131. 1945 erfolgte die Einreihung in die Baureihe SJ Z2 (III), wobei die Lok die neue Bezeichnung Z2 131 erhielt. (siehe: UWHJ Z 1)

## Verkäufe und Ausmusterungen
Bereits nach wenigen Jahren begannen die Ausmusterungen der relativ schwachen Rangiertraktoren. Zudem wurden Fahrzeuge an Industriebetriebe für den internen Rangierbetrieb abgegeben. Dort sind manche der Lokomotiven heute noch in Betrieb.
Mit der Umstrukturierung der SJ Anfang der 1980er Jahre, bei unter anderem zu Beginn das Streckennetz vom Zugbetrieb getrennt wurde, wurden viele Lokomotiven aus dem Bestand von SJ ausgegliedert und in Bahndienstfahrzeuge umgezeichnet. So wurden die noch bei den SJ vorhandenen Bjurström-Lokomotiven dem Dienstfahrzeugpark der SJ zugeordnet und in den Bahndienstfahrzeugpark eingereiht. SJ selbst besitzt keine derartigen Fahrzeuge mehr.
Es sind noch mehrere Lokomotiven in der SJ-Lackierung vorhanden. Einige Lokomotiven wurden mit einem neuen hydraulischen Getriebe ausgestattet. Die Fahrzeuge werden im Rangierdienst in Werkstätten und Lokschuppen verwendet.
| Nummer | Umzeichnung 1981 in | Umzeichnung 1986 in | Abstellung, Verschrottung, Verbleib |
| ------ | ------------------- | ------------------- | --- |
| Z6     | Qaz 9440062         | Qza 9440062         | 1991 an TGOJ verkauft, dort Qza 9440062, 1995 an Cogifer Nordic AB, Örebro verkauft, 1999 an Mf Nora-Bergslags Veteranjärnväg, Nora verkauft                                                                                            |
| Z18    | Qaz 9440045         | Qza 9440045         | 198x an die SJ-Schule in Ängelholm abgegeben, 2001 an EuroMaint AB, Sundsvall |
| Z20    | Qaz 9440079         | Qza 9440079         | 1992 abgestellt und 1993 verschrottet |
| Z22    | Qaz 9440094         | Qza 9440094         | 2001 an EuroMaint AB 1, Vännäs |
| Z24    | Qaz 9440080         | Qza 9440080         | 1978 auf hydraulische Kraftübertragung umgebaut, 2001 an EuroMaint AB 9440080, 200x an Inlandsbanan AB verkauft, dort Z 024. Die Lok ist mit der UIC-Kennzeichnung im schwedischen Fahrzeugeinstellungsregister 98 74 0000 024 versehen |
| Z32    | Qaz 9440081         | Qza 9440081         | nach der Abstellung 1993 an Sveriges Järnvägsmuseum, Gävle |
| Z34    | Qaz 9440058         | Qza 9440058         | 2001 an EuroMaint AB 2, Vännäs |
| Z68    | Qaz 9440082         | Qza 9440082         | nach der Abstellung 1997 an Sveriges Järnvägsmuseum, Gävle |
| Z71    | Qaz 9440095         | Qza 9440095         | 2000 an Mf Malmbanans Vänner |
| Z73    | Qaz 9440063         | Qza 9440063         | 2003 an Tågåkeriet i Bergslagen Z 210, Kristinehamn |
| Z74    | Qaz 9440064         | Qza 9440064         | 1998 an SweMaint AB, Kil. |
| Z132   | Qaz 9440046         | Qza 9440046         | 1993 an Mf Hässleholm–Markaryds Järnvägar |
| Z183   | Qaz 9440083         | Qza 9440083         | schmales Führerhaus, 2001 an Svensk Tågkompetens AB, Ängelholm, 2003 an die Bahnschule in Mjölby, 200x an Bahnschule in Ängelholm |

| Nummer | Verbleib |
| ------ | --- |
| Z9     | 1972 an Sveriges Järnvägsmuseum, Gävle |
| Z16    | 1970 an Mf Skånska Järnvägar, Brösarp |
| Z36    | 1947 an Statens Vattenfallsverk, Harsprånget, 1952 an Statens Vattenfallsverk Åsbro, 1981 an Fritz Milenz Skrot AB, Örebro, 1984 an Nora-Bergslags Veteranjärnväg, Nora, 2002 an Tekniska Kvarnen, Karlslund, Örebro, 2004 an Tjustbygdens Museiförening, Västervik. |
| Z50    | 1946 an AB Gävle Vagnverkstad, Nr. 1, 1956 an Söderhamns Verkstäder Z 50, 1984 an Ostkustbanans Vänner, 1986 an Svartvik, Sundsvall |
| Z164   | schmales Führerhaus, 1947 an AB Laxå Pappersbruk, 1974 an Scania-Bilar in Laxå, 1976 an Karlskoga Järn- & Metallindustri AB, 1985 an Mf Nora-Bergslags Veteranjärnväg, Nora                                                                                          |
| Z168   | breites Führerhaus, 1966 an A. Christenssons Skrotaffär AB, Eslöv, 1970 an Gotthard Nilsson AB, Eslöv, 1974 an Mf Veteranjärnvägen, Klippan |
| Z9     | breites Führerhaus, 1945 an A. Johnsson & Co Oljeraffinaderi, Nynäshamn, etwa 1955 an Nynäs Petroleum AB, Göteborg, 1989 an Mf Östra Skånes Järnvägar |

Von den bei Museumsbahnen und in Eisenbahnmuseen verbliebenen Lokomotiven sind noch betriebsfähige Exemplare vorhanden.